# 威尔·沃伦
威廉·哈波·沃倫（英語：William Harper Warren，1999年6月16日—）是美國的職業棒球選手，職司投手，現效力於紐約洋基隊。洋基隊在2021年選秀會第八輪選擇了沃倫，他在2024年首次在大聯盟登板出賽。

## 早年
沃倫出生於密西西比州布蘭登，2017年自私立傑克森中學（Jackson Preparatory School）畢業，之後進入東南路易斯安那大學，並加入棒球校隊，參加夏季大學聯盟賽事。

## 職業生涯
紐約洋基隊在2021年大聯盟選秀會選擇了沃倫（第八輪，243位）。2022年他升上高階1A，在35局當中投出了3.60防禦率、42次三振的成績，之後他被升至2A。2023年5月，球團續將其升至3A。
2024年球季
2024年季前，沃倫獲得了春訓邀請，之後回歸3A。直到5月結束前，他的成績不甚理想，個人防禦率是腫脹的7.62，不過洋基隊仍在7月將他召上大聯盟。7月30日，他首次在大聯盟登板投球，客場面對費城費城人隊，先發主投6局，無關勝敗。總計他的首（2024年）個大聯盟球季共投了22+2⁄3局，防禦率為10.32。
2025年球季
2025年球季，洋基隊遭逢了嚴重的傷兵亂流，包括頭牌格里特·柯爾等人的缺陣，使得沃倫再次獲得表現機會，他現是洋基先發輪值的一員。

## 外部連結
- 威尔·沃伦在美國職棒（英语）
- 威尔·沃伦在Baseball-Reference.com（大聯盟）（英语）
- 威尔·沃伦在Baseball-Reference.com（小聯盟以及海外聯盟）（英语）
- 威尔·沃伦在ESPN（MLB）（英语）
- 威尔·沃伦在FanGraphs.com（英语）
- 威尔·沃伦在The Baseball Cube（英语）